# Anywhere in the World
Singles de Mark Ronson
Somebody to Love Me
(2012) Uptown Funk
(2014)
Anywhere In The World est un single collaboratif du DJ britannique Mark Ronson et de la chanteuse britannique Katy B sorti en 2012 pour la campagne promotionnelle sur les jeux olympiques d'été de 2012 de Londres de la marque Coca-Cola.